# Biriusa
Biriusa (ros. Бирюса; Ona, Она; w górnym biegu Bolszaja Biriusa, Большая Бирюса) – rzeka w azjatyckiej części Rosji, na terenie Kraju Krasnojarskiego i obwodu irkuckiego.
Źródło rzeki znajduje się w paśmie górskim Dżugłymskij Chriebiet (część Sajanu Wschodniego). Płynie w kierunku północnym, przez Wyżynę Środkowosyberyjską. Łączy się z rzeką Czuna, tworząc Tasiejewę (dopływ Angary). Jej długość wynosi 1012 km, a powierzchnia dorzecza – 54 700 lub 55 800 km². Rzeka zamarznięta jest w okresie od października lub listopada do przełomu kwietnia i maja. 
Głównymi dopływami są Taguł, Tumanszet, Pojma (lewostronne), Małaja Biriusa i Toporok (prawostronne).
Nad rzeką położone jest miasto Biriusinsk.